# 有野晋哉
有野 晋哉（ありの しんや、1972年〈昭和47年〉2月25日 - ）は、日本のお笑いタレント。お笑いコンビ・よゐこのボケ担当。相方は濱口優。大阪府大阪市此花区出身。松竹芸能所属。妻は元タレントの北村祐子。

## 人物
身長180cm。血液型はB型。星座はうお座。趣味はテレビゲーム、漫画。しりとり八段（二、四、九期竜王）。
飄々としたふるまいと淡々と喋るマイペースなボケが特徴。『めちゃ×2イケてるッ!』では天才と言われたほどである。ボケ担当だが、地味なキャラを売りにしていることと、相方の濱口優が強力な天然ボケであるため、自ずとツッコむ機会のほうが多い。しかし番組の流れや、女性に対しては毒舌や皮肉屋な一面を見せることもある。
かつて喉仏の近くにほくろがあったが、『ゲームセンターCX』で時折アップになる有野を見ていたファンの看護師からのファンレターで、「そのほくろは癌になるほくろかもしれないので取った方がいい」と言われたことがきっかけとなり、取り除いている。これに関して、よくアップを撮っていた番組カメラマン阿部のお陰という、スタッフに感謝を表すコメントをしている。
自他共に認めるアニメ・ゲーム・アイドルオタクである。特にゲーム好きとしては日本国内のみならず世界的な影響を与えている。詳細は後述。
2013年頃から老眼を訴えるようになり、番組で細かい文字を読む必要が出てきた際などに老眼鏡をかけた姿を見せることが多くなった。本人も『ゲームセンターCX』映画版の舞台挨拶で「分厚い老眼鏡をかけて頑張ります」と語るなど、老眼をネタの一つにしている。めちゃイケメンバーからは老眼鏡をかけた姿を「吉田照美に似ている」などとイジられている。
仲の良い芸人は、極楽とんぼの加藤浩次、キャイ〜ン（特に天野ひろゆき）、アメリカザリガニの平井善之、ロンドンブーツ1号2号の田村亮、おぎやはぎの矢作兼など。いずれも若手時代から親交のある芸人である。特に加藤とは親交が深く、加藤家と有野家は家族ぐるみでの付き合いがある。
独身の頃は極度の人見知りであったが、娘を持ったことで親同士の交流が増え人見知りを克服し、現在はロケ先で出会った人などと積極的に関わりを持つようになる。
余談ではあるが、相方の濱口優は社交的と思われがちであるが彼も人見知りである。

### エピソード
- 2008年5月30日、肺膿瘍の治療で休養することを所属事務所が明らかにした[3]。有野本人もブログで入院生活について「都内病院にて入院しております」「寝まくってます」などと報告していた[4]。翌月6月19日に有野本人のブログで前日に退院したことを報告し、自宅療養を経て翌月7月12日、『めちゃ2イケてるッ!』で仕事復帰を果たした[5]。
- 相方との仲の良さは濱口の結婚後も健在で2018年の年末に放送された無人島生活スペシャルでは「（もし独身のままなら）扶養家族にしようと思っていた」と語り、「自分の家庭を持ったしそろそろ俺の家族から外していいかな…寂しいな」と複雑な心境を吐露している。

勉強が大の苦手な濱口とは対照的に、有野は各教科で平均的な成績を収めていた。ただし、濱口と同様に理科は得意で、苦手科目は数学である。『めちゃイケ』のコーナーである抜き打ちテストでは第2回（12人中8位）を除き、すべての回で中間付近の順位を記録している（第1回：8人中4位／第4回：12人中7位／第8回：12人中6位／第11回：20人中10位／第14回：24人中12位）。この安定した“真ん中”の順位から、「ミスター真ん中」と呼ばれることもあった。

## 家族
結婚
2005年3月1日、加藤浩次・香織夫妻の媒酌により元タレントの北村祐子と結婚した。北村とは生年月日が1日違いで、有野、北村の誕生日の次の日に入籍した。2人にはゲームという共通の趣味があり、北村が有野の趣味を理解してくれたことから結婚に踏み切った。後に、濱口・南明奈の婚姻届の証人になった。
出会いは、加藤と業界人が設定した飲み会に参加した女性陣に、妻となる北村が含まれており、そこで加藤が有野に電話番号を聞き出させたことがきっかけだった。このため、加藤だけは交際していることを知っていたが、結婚に至っていたことは披露宴まで全く知らなかった。
結婚披露宴については『めちゃ2イケてるッ!』の番組内で発表・進行が行われた。事前に結婚について知っていたレギュラー出演者は岡村隆史のみで、他のメンバーは濱口や媒酌人の加藤も含め知らされていなかった。
なお、現在も加藤家とは家族ぐるみの付き合いをしている。また濱口や、光浦靖子もよく有野家の子どもたちに土産を持参して来訪してくるとのこと。めちゃイケオリジナルメンバーでの男性既婚者は、番組終了時点では加藤と有野に加えて2013年に矢部浩之が結婚。番組終了後の2018年に濱口、2020年に武田真治と岡村が結婚し、長らく独身は山本圭壱のみだったが、2022年に山本も入籍を発表し、全員が既婚者となった。
子供
2006年3月10日に長女が誕生し、出産にも立ち会っている。なお、この日はコンビでの仕事で『クイズ発見バラエティー イッテQ!』の海外ロケに行く予定だったが、奇しくも当日有野が体調不良でキャンセル（当企画は濱口単独のロケに変更）したため、結果的に立ち会えることとなった。2007年9月2日22時16分に、次女が誕生した。
兄弟
兄弟は姉と兄が一人ずついる。しかし、父や弟（濱口秀二、濱口善幸）がテレビ出演している濱口家とは違い、有野家の家族はテレビなどには出演していない（ただし、前述の結婚披露宴の際には家族全員が出演している）。

## 趣味・特技

### 自称プロゲーマー
『ゲームセンターCX（以下、GCCX）』の人気に伴い、ゲームで生活できる「プロゲーマー」を自称している。この人気から「有野」よりも番組内での役職名「課長」で呼ばれることの方が多くなっている。
動画サイト等で一大ジャンルとなっている「ゲームの実況プレイ」のスタイルを広めた第一人者であり、『GCCX』に影響を受けたと公言している実況プレイヤーも多い。『GCCX』のYouTubeチャンネルでは、自身を「ゲーム実況の祖」と語っている。
しかし、実際ゲームの腕前自体は低く、プライベートでも仲の良い加藤浩次曰く「誰よりもゲーム好きで誰よりもゲームが下手」であり、有野自身も下手の横好きであると認めている。得意ジャンルはパズルゲームで、逆にシューティングゲームを苦手なジャンルとしている。
ゲームをやり続けた理由は、好きであることに加え本人曰く「（東京に上京したてで）友達がいなかったから」。『GCCX』では様々なジャンルのレトロゲームを、AD（スタッフ）等と多々協力しながら攻略している。番組のDVDやゲームソフトが発売されたり、収録中に応援FAXが届いたりと『GCCX』は芸能人を含めた様々な人から人気を得ている。このことから、オリコン調べの「ゲームの上手そうな有名人」ランキングで総合1位、男女別ランキング、10代から40代の年代別ランキングでも全てで1位を獲得している。また、「一緒にゲームをしたい芸能人ランキング」では嵐やTOKIOが上位を占める中、なんと5位にランクインし、「松潤より上なんですよ」と自慢したこともある。
キャラの濃い濱口が相方のため、どちらかというと有野の存在感が薄くなることをネタにされることもあったが、『GCCX』に出演するようになってからは、ネット上や様々な年代のゲームファンを中心に人気が拡大している。ゲーム好きというイメージも定着し、自身のことを半ばギャグで「アキバの神様」、または「スター」と称することがある。濱口からは「CSのプリンス」とも評される。
『GCCX』は海外でも人気があるため、Facebook等で外国人によるファンサイト等も作られており、これらの影響から有野のTwitterのフォロワーの半分程は外国人である。
有野の主に青春時代である、1980年代から1990年代のゲームに関するエピソードを、『GCCX』で語ることがよくあり、「当時はここまでしかクリアできなかった」と語ったり、芸能界入りしてから特に目立った活躍がなかった1990年代に遊んだゲームに関しては、「芸能界入りしてからは、常に友達がおらず、ゲームが友達だった」と語るなどしている。
少女漫画誌の『なかよし』1999年9月号の別冊ふろくに付いていた『IDOL BOOK』の中にウッチャンナンチャンのウリナリ!!特集があり、その中での有野のコメントで『撮影の合間に千秋から教わり、初めてゲームボーイに触れた』という主旨の内容を残しており、おそらくこれがきっかけで携帯型ゲーム機もプレイするようになったとみられる。
ゲームが下手と言われる一方、「めちゃイケ」で行われるゲームコーナーでは予習を重ねている武田に続きゲームが上手だった。さらに「只今参上！色とり忍者」からは他メンバーと比べて敗北数が激減し、（強敵の武田真治の攻撃を受けない位置についたのが理由）「集中寺」ではレギュラーメンバーで唯一罰ゲームを受けたことがなく、「めちゃギントン」ではゲストにも恐れられる脅威の存在となった（なお、「色とり忍者」「集中寺」「めちゃギントン」ではレギュラーメンバーの中で、コーナー開始からの連勝記録が最長である）。
リンカーン内企画「フレンドリーダウンタウン」にてダウンタウン松本人志とテトリスで対戦し勝利したこともある。

### オタク趣味
アニメ、マンガ、ゲーム、特撮等全般に広く精通している。また、フィギュアやプラモデルの収集も趣味のひとつ。独身時代に深夜番組『よるこ』で自宅を取材された際には、1,000冊以上のマンガ、総勢540体以上のフィギュア（中にはプレミア品で、数万円する物もある）、アイドル写真集（観賞用と保存用の2冊）が所狭しと陳列されていた。『スポーン』、『ドラえもん』、『機動戦士ガンダム』、特撮、るーみっくわーるどなどカバーするジャンルは多岐に渡る。そういった趣味から声優とも親しく、過去にラジオで共演した水樹奈々や後述の松風雅也とも親交がある。特に水樹には、ゲームソフト『ゲームセンターCX 有野の挑戦状』を贈っている。声優業界でもゲームセンターCXのファンは多く、櫻井孝宏、神谷浩史、中村悠一などが熱烈なファンとして知られている。特に中村悠一は雑誌CONTINUE内の企画で「課長補佐」という役職と名刺をもらっており有野と対談した。
現在は有野の仕事でもかなりの割合を占め、自他共にこの分野への精通を認めているが、下記のように『めちゃイケ』の「色とり忍者」では、あまりこの仕事ばかりが来るというのも快く思っていないという旨を述べたことがある。
雑誌『SWITCH』にて「よゐこ有野の繁栄!オタク王国」という連載を持ち、Mobageより配信された同名のタイトルを冠した王国育成シミュレーションのソーシャルゲームのプロデュースに関わっている。

### アイドル専門家
女性アイドル好きでも有名。『MBSヤングタウン』でのフリートークで、学研発行のアイドル雑誌『BOMB』の読者投稿コーナーで、「有野さん見てますか」という投稿があったことをリスナーから知らされたことがキッカケで、同誌で「棚からボム餅」という連載を持つようになった。
アイドル写真集を買い集めており、『BOMB』での連載開始以降は本人からサイン入りで直接貰うことも多いという。結婚後も上記のフィギュアとは異なり収集を続けており、夫人から文句が出た際には「これがおれの仕事」としてこれを突っぱねている。2009年5月30日放送の『もっともゴチャ・まぜっ!』ではストックが320冊を突破し、娘が成長する前に引っ越ししなければいけないと夫人から言われたことを語っている。
アイドルへの観察眼は鋭く、自身のブログでは「質問を質問で返す」保身的で上昇志向なアイドルに対して「そういう“フリ”で展開して結果的に受けた話を、自分のおかげで盛り上がったと勘違いするな」「ゲストで出演しているのなら、面白いエピソードがあるなしに関わらず、有るなら有る。無いなら無い、で正直にトークして欲しい。面白い話をするのは芸人の仕事」と独自のアイドル観を展開している。
アイドルのメル友には中川翔子がいる。「アキバ系の代表」的なポジションで共演する機会も多い。
番組共演者からは、今後ブレイクするアイドルについて尋ねられる事も多いという。収録の空き時間には浜田雅功（ダウンタウン）に時東ぁみを、『めちゃイケ』のコーナー「やべっち寿司」では佐藤寛子・秋山莉奈などを、ブレイク前にそれぞれ紹介している。
包帯を巻いたアイドルを「ケガドル」・会話が訛っているアイドルを「ナマドル」とそれぞれ名づけている。
一方で、AKB48などのアイドルグループにはあまり詳しくないようで、『GCCX』でADの高橋純平が大島優子が好きであることを言ったのに対し、高橋が「有野さんの推しメンは誰ですか?」という質問で、「渡辺麻友かなあ」と「強いて言うなら」の雰囲気で言っている。

### その他
インテリアの匠
潜在的な能力があり『いきなり!黄金伝説。』の「よゐこの無人島0円生活」ではテーブルやイスなどを自ら組み立てた。その能力はスタジオで「匠」と呼ばれたほど。無人島で材料を集めて、ブルーシートを使ってインテリアを作るのを得意としている。また自身も特技は「鉈」、趣味は「鉈」と言ったこともある。また同じような趣味を持つ声優・俳優の松風雅也と親交があり、有野の家の家具は殆どが松風特製のものである。
絵本作家
2004年11月1日、絵本『冷蔵庫』を発売し、作家としても活躍している。絵のセンスがあり、『GCCX』では、いくつかのミニコーナーの題字（有野のもしもし大作戦など）を担当することもある。雑誌BOMBやゲームセンターCXの特典として付く干支を描いた色紙や絵ハガキのデザインも担当している。
写真
娘の成長を記録するため、ゲームセンターCXDVDの印税で一眼レフカメラを購入している。独特の視点と空間の切り取り方には定評があり、内村写真部内では「エース有野」と呼ばれていた。棚からボム餅連載20周年の記念で念願のグラビアカメラマンに挑戦している。
地味な作業
『GCCX』や『いきなり!黄金伝説。』で、「地味な作業を淡々と続ける」ということに対してかなりの集中力を見せることが多い。『GCCX』では、同じステージやボスに何時間も挑み続ける集中力、残機の無限増殖には労を惜しまず続けることなど（一部のソフトではADが代わりに無限増殖している）、『いきなり!黄金伝説。』では、練った小麦粉を千切ってリゾーニ状の“ちねり米”にする作業で凄まじい作業精度と根気（場合によっては半分寝ながらも続行する）を見せる、離島の外周を濱口とは別方向から歩きはじめて合流するという企画では外周距離の8〜9割を有野が歩いた（濱口はそのかわり山登りをしている）といったものがある。
ゲームプランナー
『GCCX』のゲーム化企画ではフジテレビとバンダイナムコゲームスの共同制作で番組発のDS用ゲームソフト『ゲームセンターCX 有野の挑戦状』が発売されており、有野も企画・アイデアで制作に携わっている。また、以降にもシリーズの続編として発売されたDS用ゲームソフト『ゲームセンターCX 有野の挑戦状2』や3DS用ゲームソフト『ゲームセンターCX 3丁目の有野』も同様である。
シェフ
高校生の頃スーパーの惣菜コーナーで下処理のバイトをしていたのをきっかけに飲食店の厨房でバイトをするようになり料理に興味を持つ。実際に高校卒業後に大手ホテルのコック見習いとして就職もしており、コック退職後芸人となったあとも喫茶店やバーなどでアルバイトをし料理の技術を身に着けた。結婚後も夕食や二人の娘の昼食用お弁当作成など自ら進んでキッチンに立つことも多い。時間内に後片付けまでこなす手際の良さには定評があり、番組内で披露することもある。週刊ポスト2021年4月9日号にて自作のスープペペロンチーノのレシピを紹介したほか、YouTube「よゐこチャンネル」、NHK「きょうの料理LIVE」、MBS「関西ジャニ博」、TBS「パパジャニWEST」「100%アピールちゃん」、CookpadLIVEなどでも披露された。

## デビュー前
高校時代
高校時代にはアマチュアバンドをやっていた。また、同時期に後に相方となる濱口の祖父が経営する工務店や大阪市内のステーキ屋等のアルバイトも経験。また、このころは公務員を志望していた。
帰宅部
180cmという長身だが、体育会系の業界人が多いお笑い界では珍しくスポーツとは全く無縁。中学時代に卓球部の見学に行ったものの、「たかだか1、2年上なだけの人間から偉そうにされるのが嫌」という理由で入らなかった。
コック見習い
松竹芸能に入る前は、ホテルのレストランに勤務していた。

## 嗜好
愛車はランチア・デルタ、トヨタ・ハリアー、アウディ・RS4 AVANT、ボルボ・V60 T4 Rデザインなどを経て、現在はマセラティ。
使っているパソコンはiMac G5。2020年6月にiMacを新調し車載動画撮影のためにGoProを購入。
濱口と同様にタバコ嫌いである。
元々お酒は呑めなかったが、加藤浩次に呑み方を習ったりいきつけのバーで練習した結果、焼酎をきっかけに少しずつ呑めるようになった。現在は自宅でウィスキーやワインを嗜むことが多い。
裸エプロン
裸エプロンで前転が4回できる。裸エプロンで足ひれを着けて、レッドブルを買いに行った。裸エプロンで前屈を5秒間できる。
この「裸エプロン」の話は、フジテレビのCS放送の番組『よゐこの企画案』#16で、よゐこ本人達が書き込み、書き込んだ事を実行したものである。

## その他
デビュー当時の漫才、めちゃイケの前身番組『とぶくすり』時代はキレのあるボケの連発で天才の名をほしいままにした。そのシュールな芸風から「松竹の松本人志」と呼ばれた時期もある。相方の濱口とのバラエティ番組『よるこ』（毎日放送）において、当たり付き自動販売機で1回目で当たりを出すという事を2度達成するなど、運が強い一面もある。よゐこチャンネル内では、開封直後のあんこ玉で濱口が1つ取っただけの残りから当たりを引き当てる、スクラッチくじの山の中から5万円の当たりくじを引くといった強運を見せた。『虎の門』（テレビ朝日系列）の「しりとり竜王戦」の常連であり、板尾創路に次ぐ歴代2位の好成績を収めている。
1994年に放送された『ラスタとんねるず'94』の「ジャイアント将棋」では、相方の濱口が女子プロレスラーの井上京子とスモウ対決（実際の相撲とは若干ルールが異なる）をすることになったが、急遽裏方のひとりとして働いていた有野が呼ばれ、代打として出場。井上の腰にタックルをかけるとそのまま土俵下へ落とし勝利を収めた。

## 出演番組
有野個人での出演番組を記載。コンビでの出演番組はよゐこを参照。

### 現在

#### テレビ
- ゲームセンターCX（2003年11月4日 - 、フジテレビONE・フジテレビTWO・フジテレビNEXT）
- 超イイネ!ユニバーサルスタジオジャパン（2023年7月 - 、J:COM）[13]
- サポドリ（2023年10月 - 、青森テレビ） - 毎月最終土曜日、MC
- この街、攻略しとく？（2025年4月11日 - 、テレビ大阪）

#### ラジオ
- オレたちゴチャ・まぜっ!〜集まれヤンヤン〜（2009年4月12日 - 、MBSラジオ）

#### Web番組・配信・連載
- 有野屋書店（2022年6月24日 - 、フジテレビオンデマンド）
- 松（SHOW）タイム（2023年3月20日 - 、ニコニコチャンネルプラス） - 月一不定期配信

### 過去

#### テレビ
- ガレージ番長エンスー系（フジテレビ721）
- ポンキッキ（フジテレビ系列）
- ネプリーグ
- IPPONグランプリ（フジテレビ系列）
- オモクリ監督 〜O-Creator's TV show〜（フジテレビ系列）
- なかよしテレビ（フジテレビ系列）
- 科学忍者隊ガッチャピン（BSフジ）※日替わりで彦摩呂、斎藤洋介他と交替出演。
- NERV購買部第4BS出張所[14]（2019年4月14日-2021年5月9日、BS日テレ）
- 虎の門（テレビ朝日系列）※しりとり竜王戦のみ単独出演。不定期。
- 時短生活ガイドSHOW（TBS系列）
- まんとら〜マンガ虎の穴〜（tvk）
- イッテ♡恋48（tvk）
- アップ!（2019年8月23日 - 2022年3月25日、メ～テレ） - 隔週（例外あり）でコメンテーターとして出演
- ちちんぷいぷい（2014年4月 - 2021年3月、毎日放送） - 隔週金曜日→隔週月曜日に出演
- 有ののへや（ミランカ）
- ブラキタ（2020年7月25日 - 2024年3月30日、北海道放送） - 毎月最終土曜日、MC
- 松也Ｐの○○○（2022年10月18日 - 2024年3月12日、BS松竹東急） - #29よりナレーションを担当

#### ラジオ
- オレたちのヒロイン（MBSラジオ）
- よゐこ有野のノーギャラジオ（2021年12月4日 - 2022年3月19日、MBSラジオ[15]、2022年4月4日 - 6月20日、2022年7月4日 - 10月17日、Radiotalk、2022年11月13日 - 2023年3月19日、MBSラジオ、2023年4月3日 - 6月26日、Radiotalk、2023年10月2日 - 2024年1月1日、MBSラジオ)
- らじらー! サタデー（2023年12月 - 2024年3月30日、NHKラジオ第1放送） - 月一MC

#### Web番組・配信
- OWD（フジテレビオンデマンド）
- 有ちゃっとw（フジテレビオンデマンド）
- 世界をマンガでハッピーに！（フジテレビオンデマンド）
- よゐこ有野の結婚相談所（ニコニコ生放送）
- おとなもおもちゃ（ニコニコ生放送）
- 仮面ライダーゼロワンスタート前日特番（2019年8月31日、ABEMATV）MC
- CookpadLIVE有野さ〜ん！30分で作ってね[16]（CookpadLIVEアプリ）
- CookpadLIVE有野さんは見ちゃダメよ！[17]（CookpadLIVEアプリ）
- 有野晋哉の東京よゐ食（2022年12月16日 - 2023年3月13日、東京都公式動画チャンネル）
- 父と子、我が家の場合。（2023年6月10日 - 7月15日、with class）[18]
- お金の学園〜学級委員・よゐこ有野晋哉〜（2023年1月10日 - 2023年10月31日、MONEY PLUS）

#### テレビアニメ
- クレヨンしんちゃんスペシャル（2006年4月14日・8月11日、テレビ朝日系列） - ガーン君 役[19]、有野晋哉（本人） 役[20]
- ドラえもん（2007年7月13日「人気スターが真っ黒け」・2013年8月30日「のび太の夏祭り大作戦!」、テレビ朝日系列） - 有野晋哉（本人） 役[21]
- 天才? Dr.ハマックス（2007年10月6日 - 12月22日、ファミリー劇場） - ドードーアリノ / スパイアリノ 役
- ポンコツクエスト〜魔王と派遣の魔物たち〜第四十二章「巨人」
- トミカ絆合体 アースグランナー（2020年12月6日、テレビ大阪・テレビ東京系列） - マッハ ゴウのファンB 役、ポリスA 役

#### ドラマ
- 課長バカ一代（2020年1月12日 - 2020年3月22日、BS12 トゥエルビ） - 山下正 役
- サムライカアサン（2021年10月12日 - 2021年12月14日、日本テレビ） - ジョージ 役 [22]
- 家出娘（2022年3月22日、NHK） - 江井清治 役

#### 映画
- ゲームセンターCX THE MOVIE 1986 マイティボンジャック（2014年2月22日、シンカ/ハピネット） - 有野課長（本人） 役
- トモシビ〜銚子電鉄6.4kmの軌跡〜（2017年5月20日、アーク・フィルムズ） - 磯崎洋一 役
- 劇場版 七つの大罪 天空の囚われ人 （2018年8月18日、東映） - 天翼人 役[23]
- 怪奇タクシー（2022年8月5日、ギグリーボックス） - 差巣清三 役[24]
- 裏社員。-スパイやらせてもろてます‐（2025年5月2日、松竹）[25]

#### 吹き替え
- マーヴェリック（金曜ロードショー版） - マッド 役
- 有のめ 携帯電話放送（BeeTV）
- ラブいぬ ベンジー/はじめての冒険 - 動物管理局員 役

#### MV
- 小沢健二 「流動体について」（2017年5月）
- ポルカドットスティングレイ「ヒミツ」(2018年12月)

### 舞台
- AOI Pro.コント公演「混頓 vol.5」（2024年11月15日 - 17日、TOKYO FMホール）[26]

### 雑誌・記事
- BOMB 棚からボム餅(連載　ワン・パブリッシング)
- 日経クロストレンド[27]
- 週刊ポスト2021年4月9日号[28]
- 読売KODOMO新聞　2020年11/19号

## 書籍
- 冷蔵庫（2004年10月1日、主婦と生活社） - ISBN 978-4391130041
- 父も育つ子育て攻略本（2010年7月30日、インフォレスト） - ISBN 978-4861908569
- 有野晋哉と田中彰伯の妄想料理[29]　(2017年11日20日、旭屋出版） - ISBN 9784751112922)

## 有野に命名された人物のあだ名
ナインティナイン（岡村隆史、矢部浩之）のマネージャーや、ナイナイがパーソナリティを務めるニッポン放送の深夜放送『ナインティナインのオールナイトニッポン』（木曜 25:00 - 27:00）のスタッフのあだ名は、有野が名付けている。
- 神田比呂志（『ナインティナインのオールナイトニッポン』元ディレクター）→カンダム
- 石田誠（『ナインティナインのオールナイトニッポン』元ディレクター）→石田タイヤ
- 角銅秀人（『ナインティナインのオールナイトニッポン』ディレクター）→カタヤマ
- 伊藤・元ナインティナインマネージャー→イトックス
- 磯塚・元ナインティナインマネージャー→磯塚センターフライ
- 中村・元ナインティナインマネージャー→中村お茶娘（おちゃこ）さん
- 織田（おりた）前ナインティナインマネージャー→オキタさん
- 坪倉ナインティナインマネージャー（現チーフ）→坪倉大臣
- 佐藤ナインティナインマネージャー→サトスター
- 織田吉本興業研修中新入社員→マジコー
- 新木吉本興業研修中新入社員→平畠さん
- 岡村隆史ハンドルネーム（めちゃイケ・ヨモギダ少年愚連隊にて）→川島モーツァルト